# Diaea pulleinei
Diaea pulleinei är en spindelart som beskrevs av William Joseph Rainbow 1915. Diaea pulleinei ingår i släktet Diaea och familjen krabbspindlar.
Artens utbredningsområde är Sydaustralien. Inga underarter finns listade i Catalogue of Life.